# Helena - Direktørens datter
Helena - Direktørens datter er en dansk børnefilm fra 2008, der er instrueret af Anja Kvistgaard Marott.

## Handling
Helena på 11 år har, siden hun var fem, boet i fire forskellige lande på grund af sin fars arbejde. Nu skal familien igen flytte - denne gang tilbage til Danmark, fordi hendes far er blevet direktør for Carlsberg. Selvom Helena har prøvet at være den nye pige i klassen flere gange, så har hun aldrig før gået i en dansk skole, og hun ved ikke, hvordan de danske børn er, så der ligger en stor opgave forude. Men mest af alt håber hun på at få en veninde i Danmark, som hun kan have i mange år, for det har hun aldrig prøvet før.